# Stone Lagoon
Pour les articles homonymes, voir Stone.
La Stone Lagoon est une lagune dans l'État américain de Californie. Elle est située à une altitude de 3 m dans le comté de Humboldt et est protégée dans le parc d'État des Humboldt Lagoons.